# Casa Amarela Eusélio Oliveira

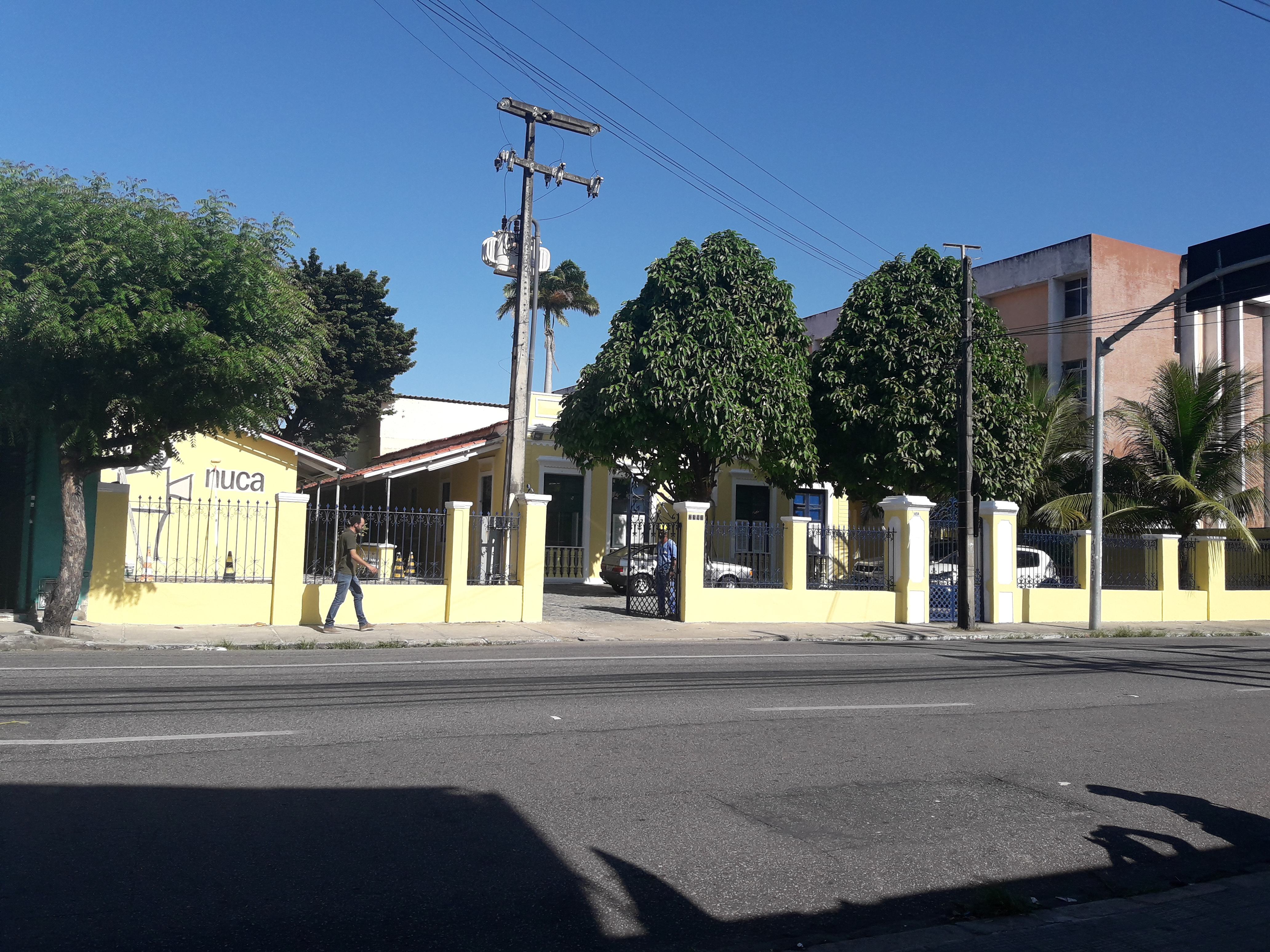
Casa Amarela Eusélio Oliveira

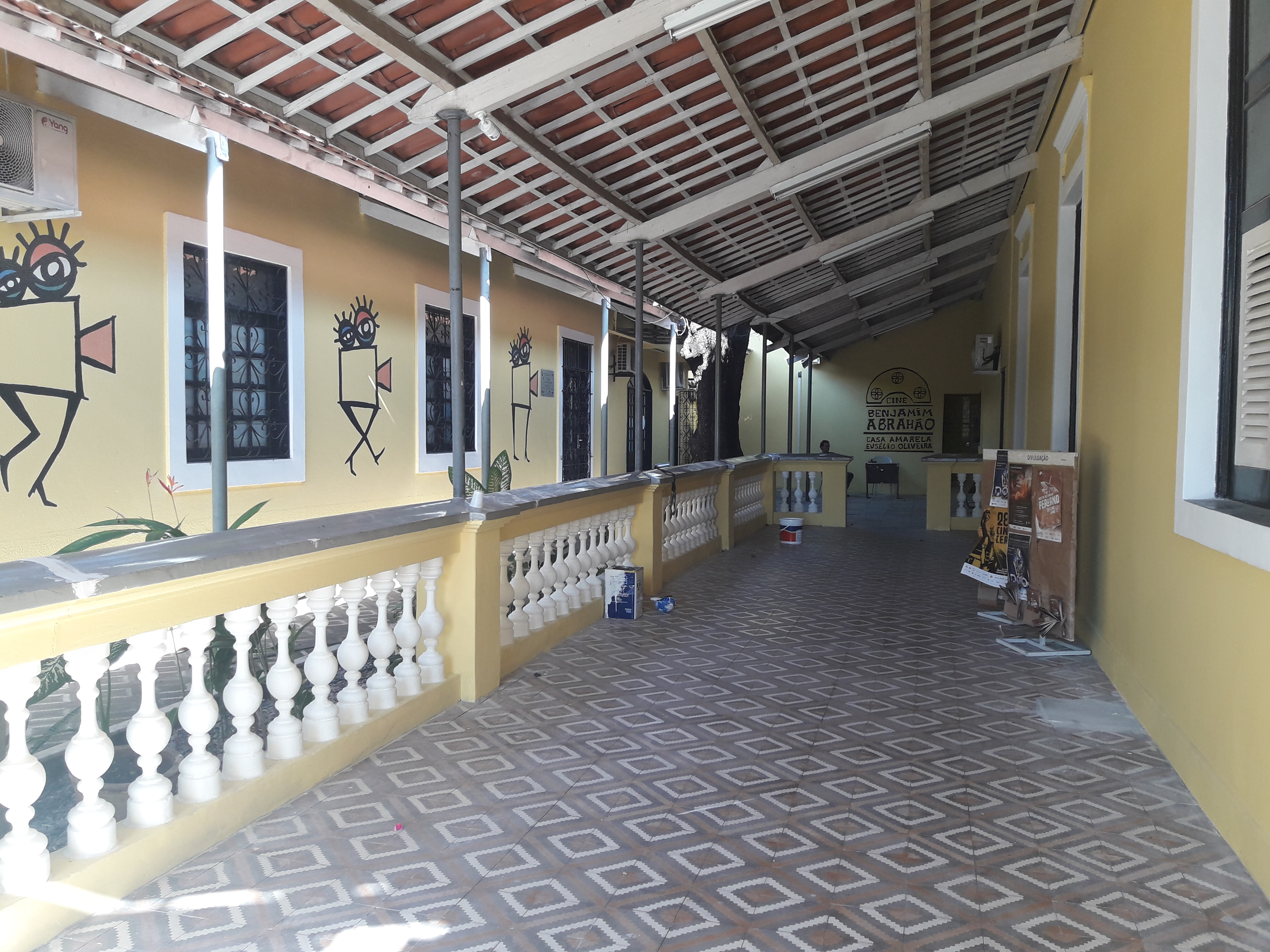
Corredor principal da Casa Amarela Eusélio Oliveira

A Casa Amarela Eusélio Oliveira (CAEO) é um equipamento cultural da Universidade Federal do Ceará (UFC), vinculado à Pró-Reitoria de Cultura (Procult UFC). Localizada no corredor cultural do Campus do Benfica, mais especificamente na Avenida da Universidade, nº 2591. A CAEO abriga diversos espaços dedicados à formação, à produção audiovisual e à formação de plateia, como a Sala de Cinema Benjamin Abrahão, Sala de aula, o Núcleo de Cinema de Animação (NUCA), e Laboratórios de Mixagem de Som, Correção de Cor, Foley e Trucagem de Animação.
Atualmente, a CAEO encontra-se em processo de reforma, como parte de um amplo projeto de revitalização que inclui a criação de um Café, com o objetivo de promover um espaço de convivência, troca de saberes e fortalecimento da comunidade artística e acadêmica na Universidade Federal do Ceará.

## Histórico e Formação
Inaugurada em junho de 1971, a CAEO possui uma trajetória de mais de cinco décadas dedicadas à formação em artes visuais e audiovisual. Vanguardista na oferta de cursos audiovisuais no Ceará, a CAEO mantém o mais longevo Curso de Fotografia do estado e se destaca também pela formação em Cinema, Audiovisual, Animação, oferecendo programas especializados que capacitam novos cineastas, fotógrafos e técnicos, essenciais para o desenvolvimento do setor audiovisual regional. Ao longo dos seus 54 anos, a instituição formou mais de 15 mil alunos(as), impulsionando segmentos artísticos e contribuindo para a economia criativa local.
O nome do equipamento cultural homenageia o cineasta, ator e escritor Eusélio Oliveira, fundador e primeiro diretor da Casa Amarela Eusélio Oliveira. Figura essencial para a democratização do audiovisual no Ceará, Eusélio foi responsável por importantes iniciativas como a criação de cineclubes, a oferta de cursos de formação e foi um dos idealizadores de um festival que viria a se tornar referência nacional, o Cine Ceará.
Após sua gestão, a direção passou a ser exercida pelo seu filho, o cineasta, professor e diretor executivo do Cine Ceará – Festival Ibero-Americano de Cinema, Wolney Oliveira, que esteve à frente da instituição por mais de 30 anos, dando continuidade ao projeto de formação e difusão do audiovisual cearense encabeçado pelo seu pai.
Desde 2023, a direção da CAEO está sob responsabilidade do cineasta e professor do Instituto de Cultura e Arte (ICA), do Curso de Cinema e Audiovisual da UFC, Diego Hoefel, que traz novas perspectivas  e parcerias para a atuação do equipamento, especialmente no contexto da sua revitalização, oferecendo uma maior oferta de capacitação técnica para o mercado audiovisual e fortalecendo o cinema independente.

## Expansão
Instalado em 1993, a partir de um convênio com o governo canadense, o Núcleo de Cinema de Animação (NUCA) é um marco significativo na consolidação do Cinema de Animação no Ceará, tanto na formação de profissionais, realização de filmes, como com sucessiva indicações em festivais de cinema e de animação.
Ciente da importância da formação, produção, difusão e fruição do audiovisual, a CAEO tem expandido suas ações ao longo dos anos. Entre os destaques dessa expansão estão a criação e a realização de diversos cineclubes, novos cursos, projetos, laboratórios, mostras, festivais no Cinema Benjamin Abrahão, e as parcerias institucionais, com Porto Iracema das Artes, Universidade de Fortaleza (UNIFOR), e associação Ceará Audiovisual Independente (CEAVI), que viabilizaram o Programa de Aperfeiçoamento Técnico em Cinema e Audiovisual (PRO/SET).

## Celeiro de Talentos
Reconhecida como pioneira no estado, a Casa Amarela Eusélio Oliveira tem sido um importante celeiro de artistas, fotógrafos e cineastas cearenses, muitos dos quais iniciaram suas trajetórias nos cursos básicos. Entre os nomes que passaram pela CAEO, destacam-se: Gentil Barreira, Glauber Filho, Joe Pimentel, Wolney Oliveira, Jane Malaquias, Delfina Rocha, Michelline Helena, Tiago Santana, Tibico Brasil, Célia Gurgel, Silas de Paula, Yuri Pereira e Levi Magalhães, entre outros(as).

## Difusão e Apoio à Produção Audiovisual
Comprometida também com a difusão do audiovisual, a Casa Amarela Eusélio Oliveira apoia institucionalmente, há 35 anos, o Cine Ceará – Festival Ibero-Americano de Cinema. O festival, que teve início como Vídeo Mostra Fortaleza — idealizado por Eusélio Oliveira e Francis Vale —, cresceu e se consolidou como uma das principais vitrines do cinema ibero-americano, sendo atualmente reconhecido como um dos cinco mais importantes festivais de cinema do Brasil.